# نوک‌شاخ کلاه‌سیاه
 نوک‌شاخ کلاه‌سیاه (نام علمی: Ceratogymna atrata) نام یک گونه از تیره نوک‌شاخ است.